# Campionati europei di 470 2023
I Campionati europei di 470 2023 si sono svolti a Sanremo, in Italia, 12 al 20 maggio 2023.

## Podi
| Evento    | Oro                                   | Argento                             | Bronzo                                     |
| 470 Misto | Svezia Anton Dahlberg Lovisa Karlsson | Germania Simon Diesch Anna Markfort | Francia Hippolyte Machetti Aloïse Retornaz |

## Medagliere
| Posiz. | Nazione  | Oro | Argento | Bronzo | Totale |
| ------ | -------- | --- | ------- | ------ | ------ |
| 1      | Svezia   | 1   | 0       | 0      | 1      |
| 2      | Germania | 0   | 1       | 0      | 1      |
| 3      | Francia  | 0   | 0       | 1      | 1      |
| Totale | Totale   | 2   | 2       | 2      | 6      |